# Quercus suber
El alcornoque (Quercus suber) es un árbol de porte medio, de hoja perenne, originario de Europa y del norte de África. Muy extendido antrópicamente por la explotación de su corteza de la que se obtiene el corcho. El Quercus suber se conoce también en algunas comarcas, especialmente los ejemplares jóvenes, como chaparro o roble sobrero.
Tiene una corteza gruesa y rugosa. Con el tiempo la corteza llega a tener un grosor considerable, y se puede recolectar de 9 (Cádiz) a 14 (sierra de Espadán) años, según la calidad de estación en que se encuentre corcho, sobre todo por la cuantía y distribución anual de precipitaciones.[cita requerida] La calidad del corcho es proporcional al número de años que tarda en producirse. El grosor óptimo de recolección lo marca el diámetro de los tapones, puesto que es el producto obtenido del corcho con mayor valor añadido. Un tapón estándar tiene 24 mm, por lo que un grosor óptimo de corcho sería de unos 30 mm. La recolección del corcho no daña al árbol, ya que puede volver a producir una nueva capa, siendo un recurso renovable.  El árbol se cultiva extensamente en España, Portugal, Argelia, Marruecos, Francia, Italia y Túnez. Los alcornocales cubren una superficie de 2,5 millones de hectáreas en estos países. Portugal tiene el 50 % de la producción mundial, y en este país la tala está prohibida excepto por gestión forestal o para árboles viejos e improductivos. 
Viven entre 150 y 250 años aunque hay alcornoques datados de más de quinientos años como el "Bosco di San Pietro" en Caltagirone, Sicilia, Italia que se calcula que fue sembrado en el año 1400. El corcho bornizo es el que se obtiene en la primera recolección, que se hace cuando el árbol alcanza los 30-50 años de edad. A partir de entonces se puede recolectar cada 9-14 años. La recolección del corcho es completamente manual.
La industria europea del corcho produce 340 000 toneladas de corcho al año, por un valor de 250 millones de euros [cita requerida] (a un valor promedio de 70 céntimos de euro por kilo de corcho), y da empleo a 30 000 personas (con una excelente relación de un empleo creado por cada 7900 euros de corcho). Los tapones para vino representan un 15 % del uso del corcho en peso, pero representa un 80 % del negocio.

## Etimología
El nombre científico Quercus suber deriva de la palabra latina quercus, la cual era utilizada por los romanos para describir al roble común (Quercus robur). El epíteto específico suber en latín significa corcho o sobrero, es por ello que el árbol también es conocido como sobrero.

## Ecología

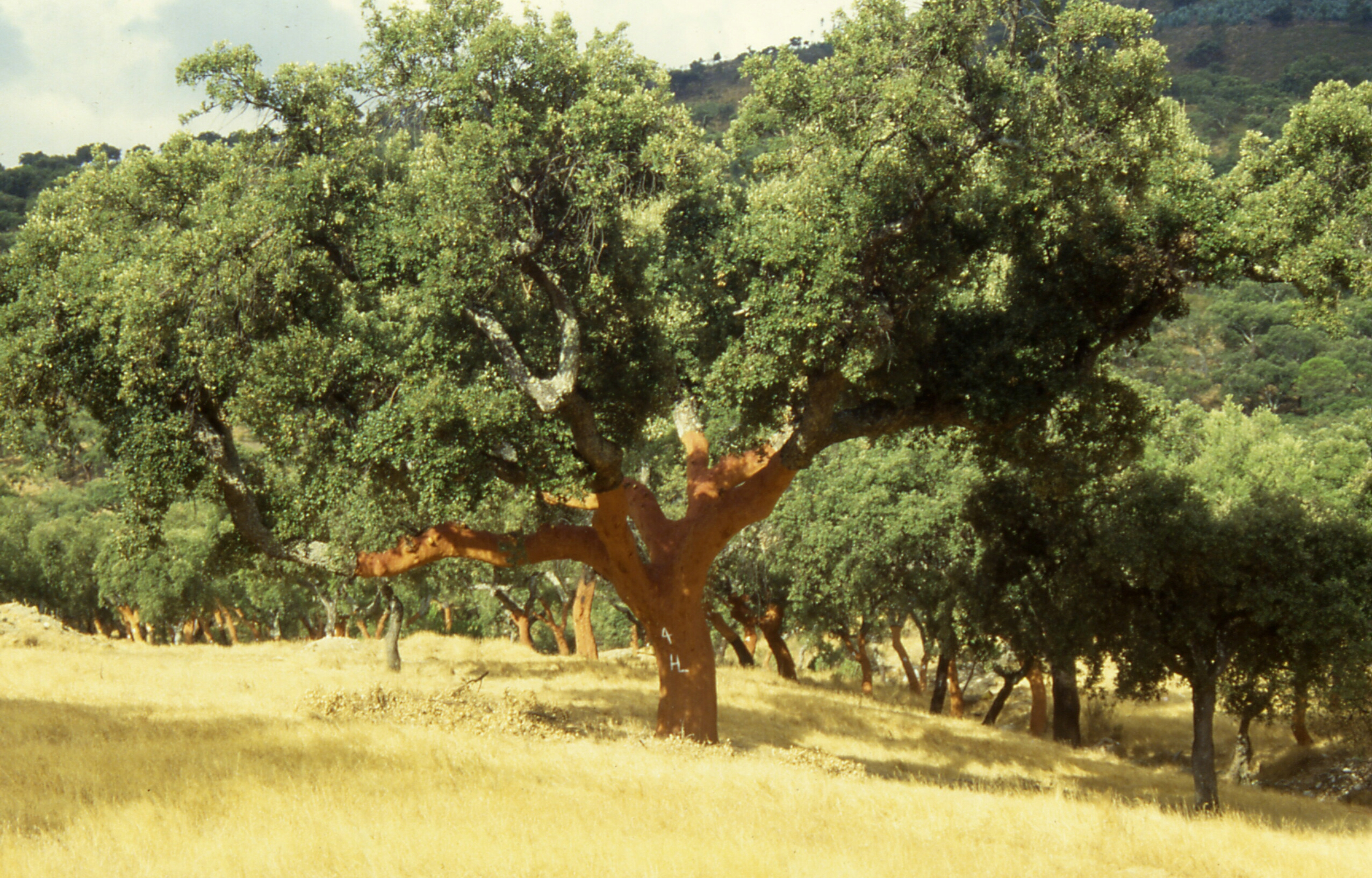
Ejemplar de Quercus suber en Portugal

El Quercus suber es uno de los componentes del bosque mediterráneo. Necesita más humedad y soporta menos el frío y nada la cal en comparación con la  encina  que lo substituye cuando no se cumplen, juntas, estas tres condiciones y en gran medida sucede conforme se va continentalizando el clima. Una de las razones es que la bellota del Quercus suber se produce en los meses de septiembre (migueleñas) hasta enero, cuando las heladas son mucho más frecuentes.
El corcho parece ser fruto de la evolución de la especie para la protección contra el fuego, frecuente en este clima de veranos tan secos.
Su interés económico permite la conservación de extensas zonas de monte allí en los países donde habita, así como su desarrollo sostenible. La bellota es usada por una amplia variedad de animales para alimentarse, desde no migratorios hasta las grullas en invierno. En el parque nacional de Doñana, la zona de más alto valor ecológico, conocida como Las Pajareras, es una formación de gigantescos alcornoques dispersos en el límite del monte con la marisma.

## Corcho

### Extracción

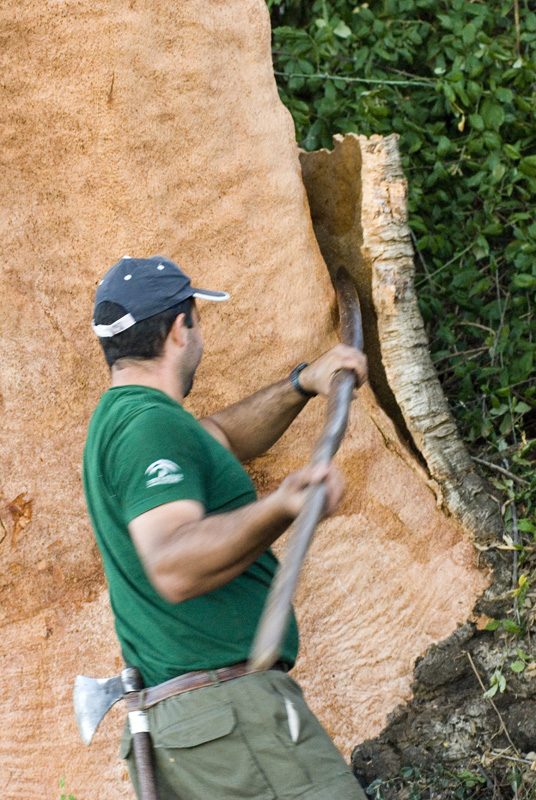
Extracción del corcho en el municipio de Aracena (España)

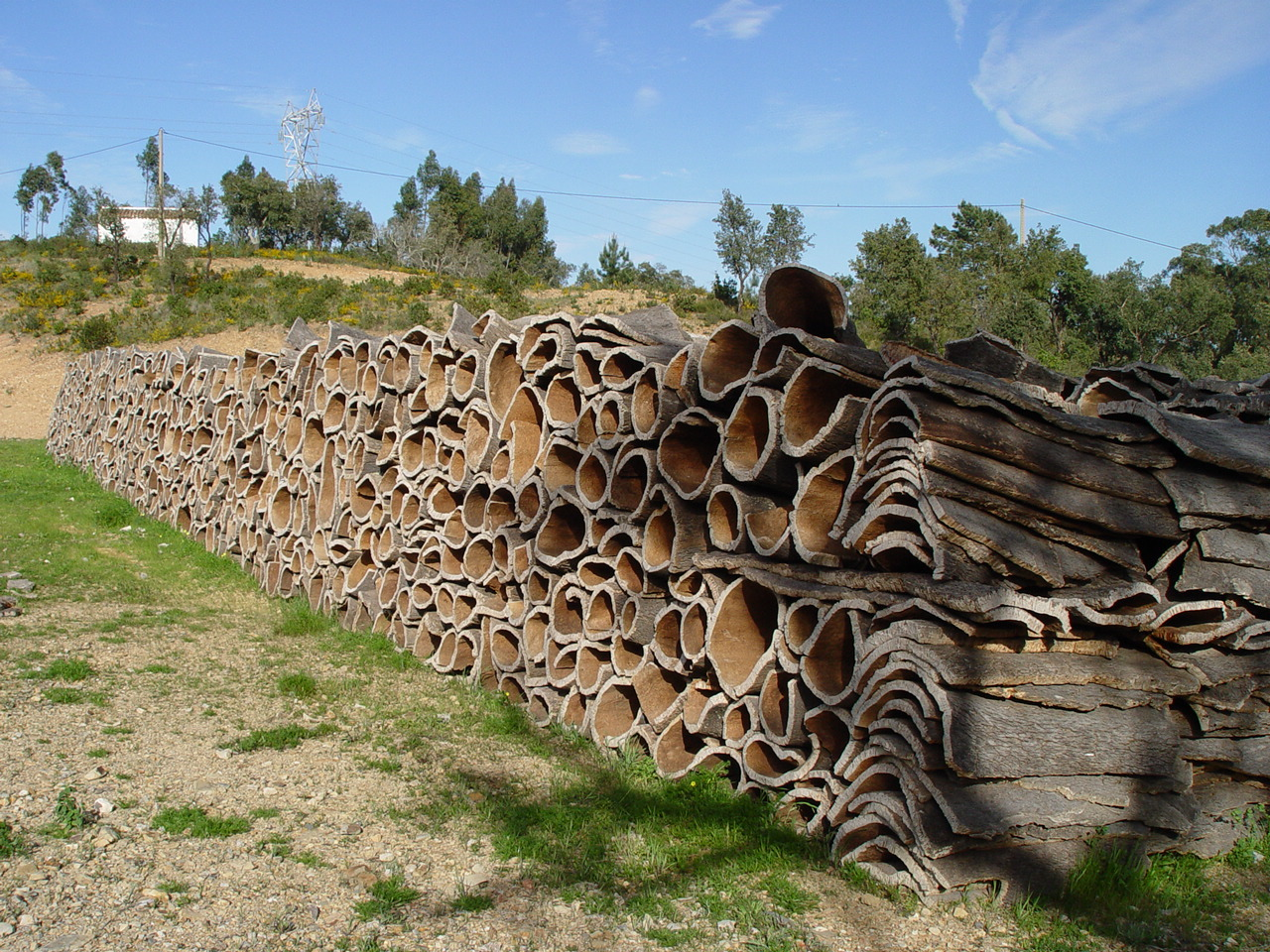
Almacenamiento de corteza

La extracción del corcho es una tarea muy especializada. Esta se realiza con una periodicidad de 9-14 años, según la producción y el destino del corcho. En la primera extracción, a los 30-40 años de edad se extrae un corcho de inferior calidad denominado "bornizo". Este corcho es la corteza original del árbol, que debido al incremento de la circunferencia desde el tallo inicial hasta el tronco maduro presenta profundas grietas que impiden extraer planchas regulares. Este es el corcho que se emplea en muchas localidades como adorno en los belenes, simulando rocas o montañas. 
Una vez extraído el bornizo, las siguientes "panas" (planchas de corcho recién extraído) presentan un aspecto más regular, al ser el incremento relativo de la circunferencia del árbol mucho menor. 
La extracción del corcho es un proceso delicado, en el que hay que evitar dañar la "madre" del corcho, la capa viva a partir de la que se genera este (felógeno). La presencia de insectos (culebrilla del corcho, Coraebus undatus)  o daños por sequía o defoliadores pueden debilitar esta capa y hacer que se dañe fácilmente durante la extracción, lo que compromete la calidad de futuras extracciones. La experiencia del técnico para poder reconocer estas situaciones y en todo caso para realizar la extracción sin dañar la "madre" es fundamental. 
Una parte importante de la industria de corcho reside en España (especialmente en Andalucía y en el sur de Extremadura), en donde se produce alrededor del 30 % de la producción mundial.

### Usos del corcho

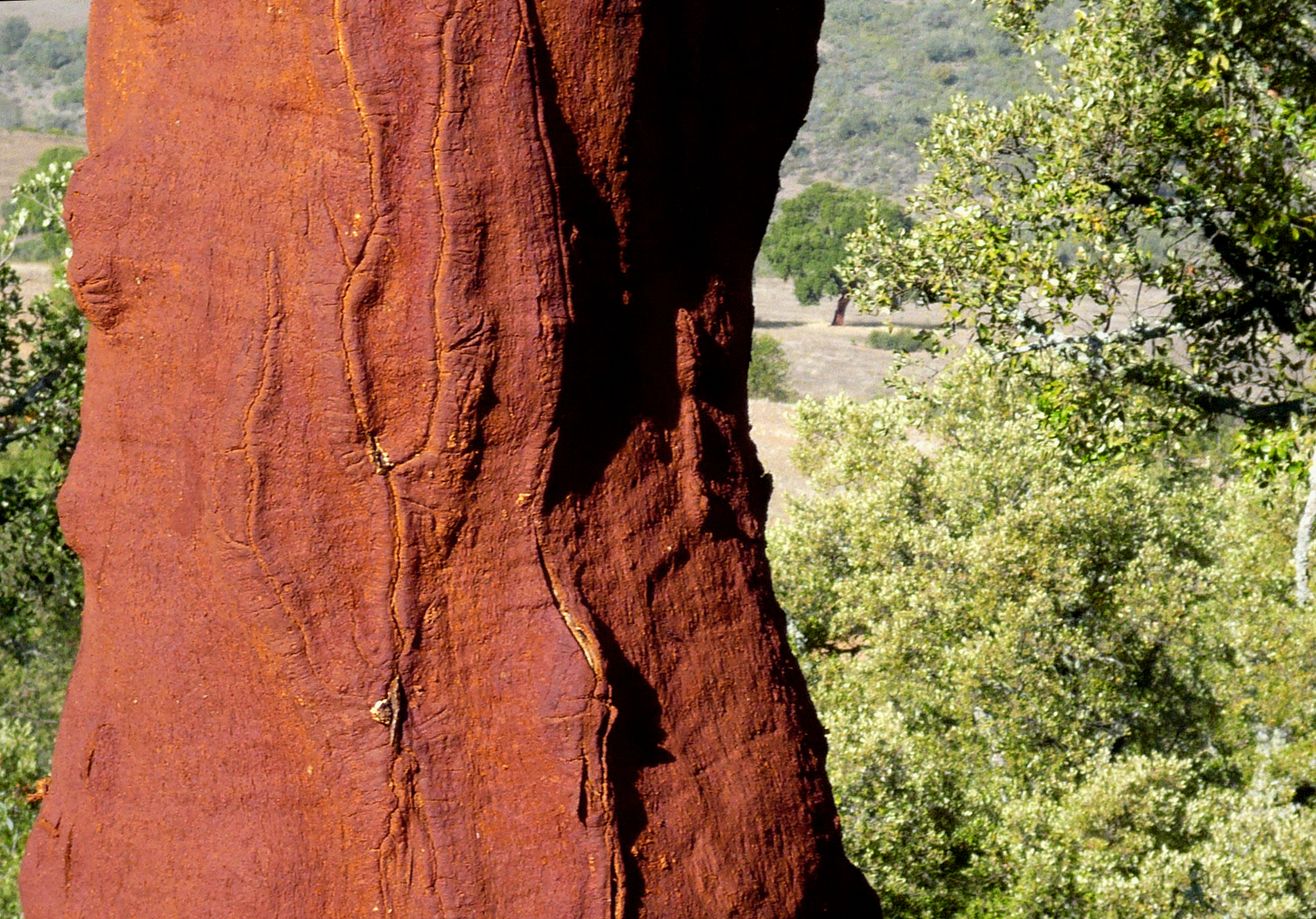
Quercus suber descortezado

Entre los diversos usos del corcho, podemos destacar que se utiliza principalmente para sellar las botellas de bebidas alcohólicas como vinos, licores y cavas o champán (blancos, tintos, rosados, tranquilos, espumosos, etc.), para lo cual se le realizan minuciosas pruebas de calidad. Luego, una vez seleccionadas las cargas aptas para su empleo, se remiten las que son deficientes y el material de corcho restante (que no pudo ser utilizado debido al tipo de corte aplicado a la corteza) a un centro de reciclaje, en donde se tritura todo y se forman planchas del denominado "aglomerado de corcho", mediante distintos procesos. El aglomerado resultante se utiliza en el revestimiento de cápsulas de satélites (5 a 6 mm de espesor), en el revestimiento de suelos (existe una amplia gama de tarimas de corcho) y paredes (láminas o papel de corcho) o fabricación de plantillas de calzado y ropa. El aglomerado de corcho posee diversas propiedades, como su resistencia al fuego, su absorción parcial de la humedad (entre un 10 % y un 12 %) y aislamiento térmico.
Otro uso importante de este material natural, y que cada vez tiene más auge, es el destinado a la construcción como material aislante acústico y térmico. También se utiliza corcho natural para sellar juntas de motores y a modo artesanal, ya sea para confeccionar artículos de decoración como bandejas, relojes, cuadros, marcos, maquetas, portales de belén y otros adornos similares.

## Otros usos delQuercus suber

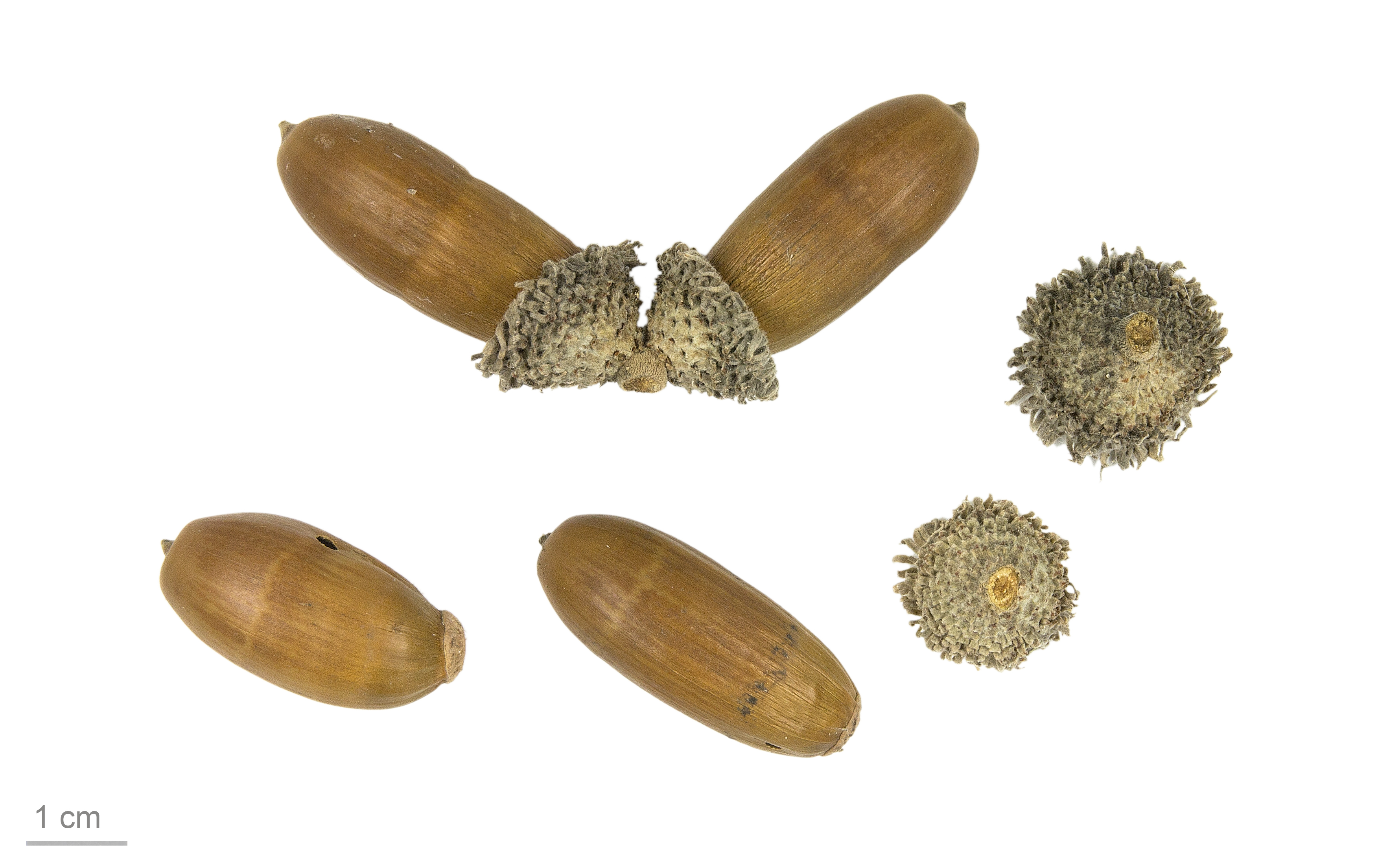
Quercus suber - MHNT

La madera del Quercus suber se ha utilizado tradicionalmente para hacer carbón vegetal, aunque no con tan buen resultado como la encina.
Sus frutos, las bellotas, también conocidas como lande o glande, son amargas y por lo tanto no son comúnmente utilizadas como comestibles, pero se utilizan para cebar animales, sobre todo a los cerdos ibéricos. Alimentando a los cerdos a base de, consecutivamente, bellota de melojo, quejigo, encina y sobrero se consigue un recebo de varios meses que da una calidad excepcional al jamón resultante.

## Distribución
Región mediterránea occidental. En la península ibérica en donde el Quercus suber de mayor tamaño es el del parque natural de Los Alcornocales en Cádiz, destacan también los alcornocales de Extremadura y Cataluña (Gerona) y Espadán (Castellón). En Castilla y León las masas más destacadas son la de Salamanca, Ávila, y Zamora y se encuentra disperso en la costa gallega y en la provincia de Orense, en los valles del Sil Y Miño, a las que hay que añadir las relictas del Bierzo, Arribes del Duero, Burgos y Valladolid. En el norte de África puede formar bosques puros. El mayor alcornocal del mundo es el de La Mamora en Marruecos. Destaca Portugal (670 000 ha) y España (500 000 ha). Fuera de la Península, ya en menor medida en Argelia, Marruecos, Italia, Francia y Túnez.

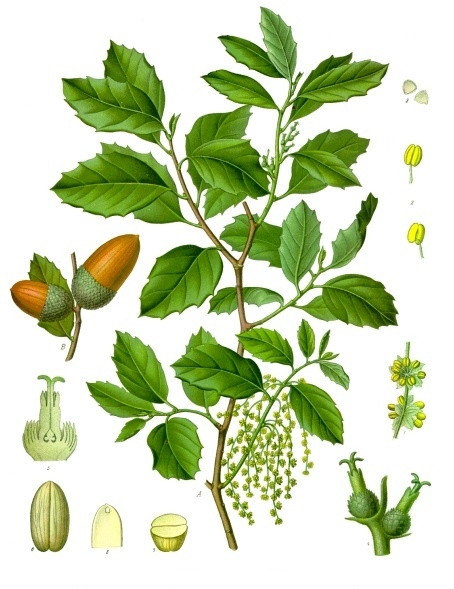
Ilustración

Recientemente, existen plantaciones experimentales en la zona centro sur de Chile, concretamente en la VI, VII y VIII región.

## Taxonomía
Quercus suber fue descrita por  Carlos Linneo, y se publicó en Species Plantarum, 2: 995. 1753.
Etimología
Quercus: nombre genérico del latín que designaba igualmente al roble y a la encina.[cita requerida]
Suber: epíteto latín que significa "corcho".
Sinonimia
- Quercus mitis Banks ex Lowe, Trans. Cambridge Philos. Soc. 4(1): 15 (1831).
- Quercus corticosa Raf., Alsogr. Amer.: 24 (1838).
- Quercus occidentalis Gay, Ann. Sci. Nat., Bot., IV, 6: 243 (1856).
- Quercus suberosa Salisb. in A.P.de Candolle, Prodr. 16(2): 392 (1864).
- Quercus subera St.-Lag., Ann. Soc. Bot. Lyon 7: 133 (1880).
- Quercus cintrana Welw. ex Nyman, Consp. Fl. Eur.: 662 (1881).
- Quercus sardoa Gand., Fl. Eur. 21: 58 (1890), opus utique oppr.
- Quercus occidentalis f. heterocarpa Globa-Mikhailenki, Byull. Glavn. Bot. Sada 80: 29 (1971), no latin descr.[7]

## Nombres comunes
Alcornoque, alcornoque casquizo, alcornoque extremeño, alcornoque morisco, alcornoqui, alcorque, alsina surera, árbol del corcho, bellota, bellotas brevas, bellotas martinencas, bellotas medianas, bellotas migueleñas, bellotas palomeras, bellotas primerizas, bellotas segunderas, bellotas tardías, bornizo, casquizo, chaparreta, chaparro, colenes, corcha, corcha casquiza, corcheo, corchero, corcho, corco, moheda, roble sobrero, sobreiro, sobrero, sofrero, sufreiro, suro, tornadizo.